# Візова політика Шенгенської зони
Візова політика ЄС — 25 європейські країни-члени Союзу є частиною Шенгенської зони і мають єдину візову політику. Крім того, чотири держави знаходяться за межами Європейського Союзу — Ісландія, Ліхтенштейн, Норвегія і Швейцарія — прийняли таку ж форму візової політики, оскільки вони є частиною Шенгенської зони.

## Візові пільги

Шенгенська зона
Інші члени ЄС поза Шенгенською зоною
Безвізовий доступ до Шенгенської зони протягом 90 днів
Віза до держав Шенгену (EC 539/2001 Annex I)
Віза потрібна для транзиту (EC 810/2009 Annex IV)

Особи в наступних категоріях можуть в'їжджати без візи в Шенгенську зону i Кіпр:

### По праву
- - Громадяни країн, які входять до складу Європейського Союзу;
  - Громадяни країн, що не входять в ЄС, але є частиною Європейської економічної зони (ЄЕЗ) — це Ісландія, Ліхтенштейн і Норвегія, а також громадяни Швейцарії.

Якщо громадяни ЄС, ЄЕЗ або Швейцарії не можуть пред'явити дійсний паспорт або національне посвідчення особи на кордоні, їм повинні надати будь-яку можливість отримання необхідних документів (або ж дати можливість обов'язкового їх надання пізніше протягом розумного періоду часу), або підтвердити за допомогою інших засобів, що особа має право на вільне пересування.

### Члени сімей громадян ЄС, ЄЕЗ та Швейцарії
Особа може в'їхати на територію Шенгенської зони без візи терміном до 90 днів, якщо вона:
- - має дійсний проїзний документ і
  - має право на проживання, за умови, що вона є членом сім'ї громадянина ЄС або членом сім'ї громадянина ЄЕЗ або Швейцарії і
  - подорожує разом з членом сім'ї громадянина ЄС/ЄЕЗ/Швейцарії.

Якщо члени сім'ї громадянина ЄС/ЄЕЗ/Швейцарії, задовольняють зазначені вище умови, то вони можуть перетинати кордон Кіпр і залишатися до 90 днів.
Теоретично, член сім'ї громадянина ЄС/ЄЕЗ/Швейцарії, який не виконує зазначених вище умов, не повинен звертатися за візою заздалегідь, але замість цього може отримати візу після прибуття в прикордонний пункт країни Шенгену i Кіпру, надавши докази родинних зв'язків.

### Громадяни країн і територій Додатку II
Громадяни країн із Додатка II (винятком є Нова Зеландія) мають право на безвізовий виїзд до Шенгенського простору з особистими цілями або з метою бізнесу на термін не більше 90 днів протягом 180-денного періоду. Будь-який час, проведений фізичною або юридичною особою з країн Додатку II на території Шенгенської зони на правах довгострокової візи або маючи дозвіл на проживання, не зараховується до візового ліміту на 90 днів. Громадяни Нової Зеландії можуть перебувати до 90 днів у кожній з цих країн: Австрії, Бельгії, Чехії, Данії, Фінляндії, Франції, Німеччини, Греції, Ісландії, Італії, Люксембурзі, Нідерландах, Норвегії, Португалії, Іспанії, Швеції та Швейцарії (а також на території Угорщини при відвідуванні її як кінцевого пункту призначення подорожі) без посилання на час, проведений в інших шенгенських державах, але при подорожі в інші країни Шенгенської зони, 90 днів входять до 180-денного терміну. Крім того, вищі рамки звільнення від шенгенської візи до 90 днів протягом 180-денного періоду, мають громадяни Аргентини, Бразилії, Чилі, Ізраїлю, Малайзії, Південної Кореї, громадяни Уругваю і Коста-Рики мають право на додаткові 3 місяці безвізового перебування в Чехії. Крім того, вищі рамки звільнення від шенгенської візи до 90 днів протягом 180-денного терміну мають громадяни Австралії, Бразилії, Канади, Чилі, Ізраїлю, Південної Кореї, Японії, Малайзії, Сінгапуру та Сполучених Штатів, вони можуть перебувати без візи на території Данії протягом 90 днів.
Вище перераховані громадяни країн Додатка II можуть в'їжджати до i Кіпру без віз і залишатися в кожній з цих країн на час не більше ніж 90 днів протягом 180-денного терміну. Безвізові обмеження за часом для кожної з цих країн розраховується окремо.
Хоча всі громадяни країн Додатку II можуть перетинати кордони країн Шенгенської угоди i Кіпру без візи в особистих цілях або з питань бізнесу, окремі країни можуть вимагати візу для тих, хто їде з метою отримання роботи (тобто здійснювати оплачувану діяльність).
Для того, щоб увійти до Шенгенської зони i Кіпр без візи, громадяни країн з Додатоку II повинні мати проїзний документ, який дійсний протягом не менше ніж 3 місяців після передбачуваної дати виїзду і який було видано в попередні 10 років, мати достатньо коштів для перебування в країні і на зворотний шлях, обґрунтувати мету та умови перебування. Громадяни не повинні бути в Шенгенській інформаційній системі, як особи, яким відмовили у в'їзді до країни, і не становити загрози для громадського порядку, внутрішньої безпеки, громадському здоров'ю або міжнародним відносин будь-якої країни Шенгенської угоди.
| - Албанія - Андорра - Антигуа і Барбуда - Аргентина - Австралія - Багамські Острови - Барбадос - Боснія і Герцеговина - Бразилія - Бруней - Канада - Чилі - Колумбія - Коста-Рика - Домініка - Сальвадор - Гренада - Гватемала - Гондурас - Гонконг - Грузія - Ізраїль - Японія - Макао - Північна Македонія - Малайзія - Маврикій - Мексика - Молдова - Монако | - Чорногорія - Нова Зеландія - Нікарагуа - Палау - Панама - Парагвай - Сент-Кіттс і Невіс - Сент-Люсія - Сент-Вінсент і Гренадини - Самоа - Сан-Марино - Сербія - Сейшельські Острови - Сінгапур - Південна Корея - Республіка Китай - Східний Тимор - Тонга - Тринідад і Тобаго - ОАЕ - США - Україна - Уругвай - Вануату - Ватикан - Венесуела - Британці, які не є громадянами ЄС |  |

## Майбутні зміни
ЄС має намір ввести безвізовий з наступними країнами:
| Азія - Вірменія | Європа - Туреччина | Океанія - Науру |

## Отримання віз

### Невизнані проїзні документи
- Північний Кіпр
- Західна Сахара
- Республіка Абхазія
- Нагірно-Карабаська Республіка
- Сомаліленд
- Південна Осетія
- Придністровська Молдавська Республіка

### Статистика
15684796 Шенгенських віз було видано і 16725908 візових заяв було подано в 2014 році.
| Заява з               | Кількість заявок | Відмов | Частка багаторазових віз |
| --------------------- | ---------------- | ------ | ------------------------ |
| Росія                 | 5768182          | 0.9%   | 60.0%                    |
| КНР                   | 1800369          | 3.0%   | 15.6%                    |
| Україна               | 1387086          | 2.0%   | 52.4%                    |
| Білорусь              | 881404           | 0.3%   | 51.2%                    |
| Туреччина             | 813339           | 4.4%   | 58.1%                    |
| Алжир                 | 593624           | 25.5%  | 34.0%                    |
| Індія                 | 568216           | 6.4%   | 45.3%                    |
| Марокко               | 434652           | 12.4%  | 43.8%                    |
| Саудівська Аравія     | 308879           | 2.5%   | 74.9%                    |
| ОАЕ                   | 253765           | 7.6%   | 58.6%                    |
| Сполучене Королівство | 236181           | 3.8%   | 35.1%                    |
| Таїланд               | 219015           | 3.8%   | 22.1%                    |
| ПАР                   | 172200           | 1.3%   | 64.0%                    |
| Кувейт                | 164753           | 2.9%   | 81.4%                    |
| Іран                  | 160145           | 16.0%  | 20.5%                    |
| Єгипет                | 156995           | 11.7%  | 31.8%                    |
| Туніс                 | 152038           | 11.8%  | 39.6%                    |
| Казахстан             | 148879           | 2.2%   | 19.7%                    |
| Індонезія             | 143410           | 1.1%   | 42.9%                    |
| Колумбія              | 133200           | 4.3%   | 69.3%                    |
| Ліван                 | 128088           | 10.1%  | 50.6%                    |
| Філіппіни             | 125037           | 5.5%   | 50.3%                    |

| Країна, яка видала візу | Кількість заявок | Кількість віз виданих | (візи видані/заяви на отримання візи) |
| ----------------------- | ---------------- | --------------------- | ------------------------------------- |
| Австрія                 | 266356           | 258247                | 0.970                                 |
| Бельгія                 | 219758           | 179522                | 0.817                                 |
| Чехія                   | 519819           | 506597                | 0.975                                 |
| Данія                   | 109694           | 99852                 | 0.910                                 |
| Естонія                 | 170731           | 168138                | 0.985                                 |
| Фінляндія               | 1205034          | 1191110               | 0.988                                 |
| Франція                 | 2894996          | 2613995               | 0.903                                 |
| Німеччина               | 2061137          | 1901612               | 0.923                                 |
| Греція                  | 1375287          | 1345405               | 0.978                                 |
| Угорщина                | 309894           | 302355                | 0.976                                 |
| Ісландія                | 3923             | 3886                  | 0.991                                 |
| Італія                  | 2164545          | 2062501               | 0.953                                 |
| Латвія                  | 207185           | 204777                | 0.988                                 |
| Литва                   | 463709           | 458279                | 0.988                                 |
| Люксембург              | 11567            | 11321                 | 0.979                                 |
| Мальта                  | 56886            | 40705                 | 0.716                                 |
| Нідерланди              | 485267           | 449520                | 0.926                                 |
| Норвегія                | 179550           | 163568                | 0.911                                 |
| Польща                  | 1125520          | 1104437               | 0.981                                 |
| Португалія              | 183216           | 164103                | 0.896                                 |
| Словаччина              | 104988           | 103379                | 0.985                                 |
| Словенія                | 26492            | 24925                 | 0.941                                 |
| Іспанія                 | 1923016          | 1756032               | 0.913                                 |
| Швеція                  | 191009           | 158092                | 0.828                                 |
| Швейцарія               | 466329           | 412438                | 0.884                                 |

## Транзит у аеропортах
Загалом, пасажирам, що летять через аеропорти в Шенгенській зоні i  Кіпрі і не виходять із транзитної зони, не потрібна віза. Проте 5 квітня 2010 року для громадян деяких країн був уведений візовий режим для транзитних паражирів. Наразі громадяни наступних 12 держав мусять отримати airport transit visa (ATV) якщо вони летять через аеропорт Шенгенської зони або Кіпрі:
| - Афганістан - Бангладеш - ДР Конго | - Еритрея - Ефіопія - Гана | - Іран - Ірак - Нігерія | - Пакистан - Сомалі - Шрі-Ланка |